# Neil Slaven
Neil Slaven (* 1943 oder 1944 in Caterham (Surrey); † 23. Dezember 2023) war ein britischer Musikproduzent, Blues-Autor und Diskograf.

## Leben und Wirken
Slaven besuchte das Purley County Gymnasium. Mit seinem Mitschüler Mike Vernon teilte er die Leidenschaft für amerikanischen Blues und Rhythm & Blues. Er begann seine Arbeit in London bei Esquire Records, das Jazz- und R&B-Aufnahmen von US-Firmen lizenzierte, und arbeitete dann bei Decca Records in der Produktion von Albumhüllen – zusammen mit Mike Vernon, der dort in der Plattenproduktion arbeitete. Schließlich schrieb er seine ersten Liner Notes für das Album The Blues of Otis Spann von 1964 für Decca.
1965 gründeten Slaven und Vernon ihr eigenes unabhängiges Label Blue Horizon Records. Ihre Debütveröffentlichung war eine 45er-Single von Hubert Sumlin, dem Gitarristen von Howlin’ Wolf, wobei Slaven die zweite Gitarre spielte. Sie gaben auch das Magazin R&B Monthly heraus. Slaven wurde als Blues-Fans bekannter, als er zusammen mit Eric Clapton die Liner Notes zu John Mayalls Album Blues Breakers with Eric Clapton (1966) schrieb. Anschließend produzierte er Alben der Keef Hartley Band und Savoy Brown für Decca und arbeitete gleichzeitig an Blue Horizon-Veröffentlichungen, zu denen Fleetwood Macs Doppelalbum Blues Jam at Chess aus dem Jahr 1969 gehörte. 1968 veröffentlichten Slaven und Mike Leadbitter, Mitherausgeber der Zeitschrift Blues Unlimited, „Blues Records, 1943–66“, die erste selektive Diskographie Tausender US-amerikanischer Bluesaufnahmen. Unter dem Titel „The Blues Bible“ wurde es schließlich auf zwei Bände erweitert, die die Jahre 1943 bis 1970 abdeckten (obwohl Slaven im zweiten Band nicht erwähnt wurde).
Slaven produzierte auch für Deram Records Alben der Prog-Rock-Bands Stray, Trapeze, Chicken Shack und Egg. Zudem begleitete er Deep Purple Mitte der 1970er Jahre auf Tournee für Decca. Weiterhin schrieb er Artikel und Rezensionen für Blues Unlimited und später für die Zeitschriften Juke Blues, Vox und Blues & Rhythm. Des Weiteren stellte die Liner Notes für unzählige LP-, CD- und Reissue-Box-Sets aus den Archiven US-amerikanischer Blues- und R&B-Labels zusammen bzw. war ihr Autor, darunter RCAs Bluebird-Label, Sun, Chess, Minit/Instant, King und Ace, für britische Reissue-Labels wie Charly, Westside, Indigo, JSP (Masters of Memphis Blues), Sequel und Jasmine. Slaven verfasste ferner eine von der Kritik gelobte Biographie von Frank Zappa mit dem Titel Electric Don Quixote (2003) und trug Artikel zu The Penguin Guide to Blues Recordings (2006) bei. 2021 half er bei der Produktion von John Mayall – The First Generation 1965-1974, einer Box mit 35 CDs, für die er auch ein 168-seitiges Buch schrieb.
Slaven wurde auch Neil „The Curmudgeon“ Slaven genannt und schrieb unter dem Pseudonym Ewart Nevals.